# Desmodora varioannulata
Desmodora varioannulata (syn. Xenodesmodora varioannulata) is een rondwormensoort. De wetenschappelijke naam van de soort is voor het eerst geldig gepubliceerd in 1928 door Kreis.